# Hustlenomics
Albums de Yung Joc
New Joc City
(2006) Mr. Robinson's Neighborhood
(2013)
Singles
1. Coffee Shop
Sortie : 8 mai 2007
2. Bottle Poppin'
Sortie : 13 octobre 2007
3. I'm a G
Sortie : 8 février 2008

Hustlenomics est le deuxième album studio de Yung Joc, sorti le 28 août 2007.
L'album s'est classé 1er au Top R&B/Hip-Hop Albums et 3e au Billboard 200.

## Liste des titres
| No  | Titre                                                       | Contient un (des) sample(s) de            | Durée |
| --- | ----------------------------------------------------------- | ----------------------------------------- | ----- |
| 1.  | Hustlenomics (Intro)                                        |                                           | 2:46  |
| 2.  | Play Your Cards                                             |                                           | 3:55  |
| 3.  | Coffee Shop (featuring Gorilla Zoe)                         |                                           | 4:08  |
| 4.  | Bottle Poppin' (featuring Gorilla Zoe)                      | Hood Figga de Gorilla Zoe                 | 5:00  |
| 5.  | Hell Yeah (featuring Diddy)                                 |                                           | 4:30  |
| 6.  | Cut Throat (featuring The Game, Jim Jones et Block)         |                                           | 5:25  |
| 7.  | Hustlemania (Skit)                                          |                                           | 2:45  |
| 8.  | I'm a G (featuring Young Dro et Bun B)                      |                                           | 4:32  |
| 9.  | BYOB                                                        |                                           | 3:14  |
| 10. | Pak Man                                                     |                                           | 4:16  |
| 11. | Gettin' to da Money (featuring Mike Carlito et Gorilla Zoe) |                                           | 3:14  |
| 12. | Brand New (featuring Snoop Dogg et Rick Ross)               | You Make Me Feel Brand New des Stylistics | 5:45  |
| 13. | Livin' the Life (featuring Southern Girl)                   |                                           | 4:20  |
| 14. | Momma (featuring Jazze Pha)                                 |                                           | 3:53  |
| 15. | Chevy Smile (featuring Trick Daddy, Block et Jazze Pha)     |                                           | 4:28  |
| 16. | Hustlenomics                                                |                                           | 3:06  |

| 17. | Block Boy (featuring Block)  | 3:33 |
| 18. | Hold Up (featuring Durt Boy) | 3:33 |
| 19. | Do It (featuring Durt Boy)   | 2:54 |